# Euthlastoblatta vegeta
Euthlastoblatta vegeta är en kackerlacksart som först beskrevs av Rehn, J. A. G. 1932.  Euthlastoblatta vegeta ingår i släktet Euthlastoblatta och familjen småkackerlackor.
Artens utbredningsområde är Jamaica. Inga underarter finns listade i Catalogue of Life.